# Valdecaballeros
Valdecaballeros est une commune d’Espagne, dans la province de Badajoz, communauté autonome d'Estrémadure.
À proximité se trouve le site d'une centrale nucléaire dont la construction a été abandonnée en 1983.